# Haariger Wüstenskorpion

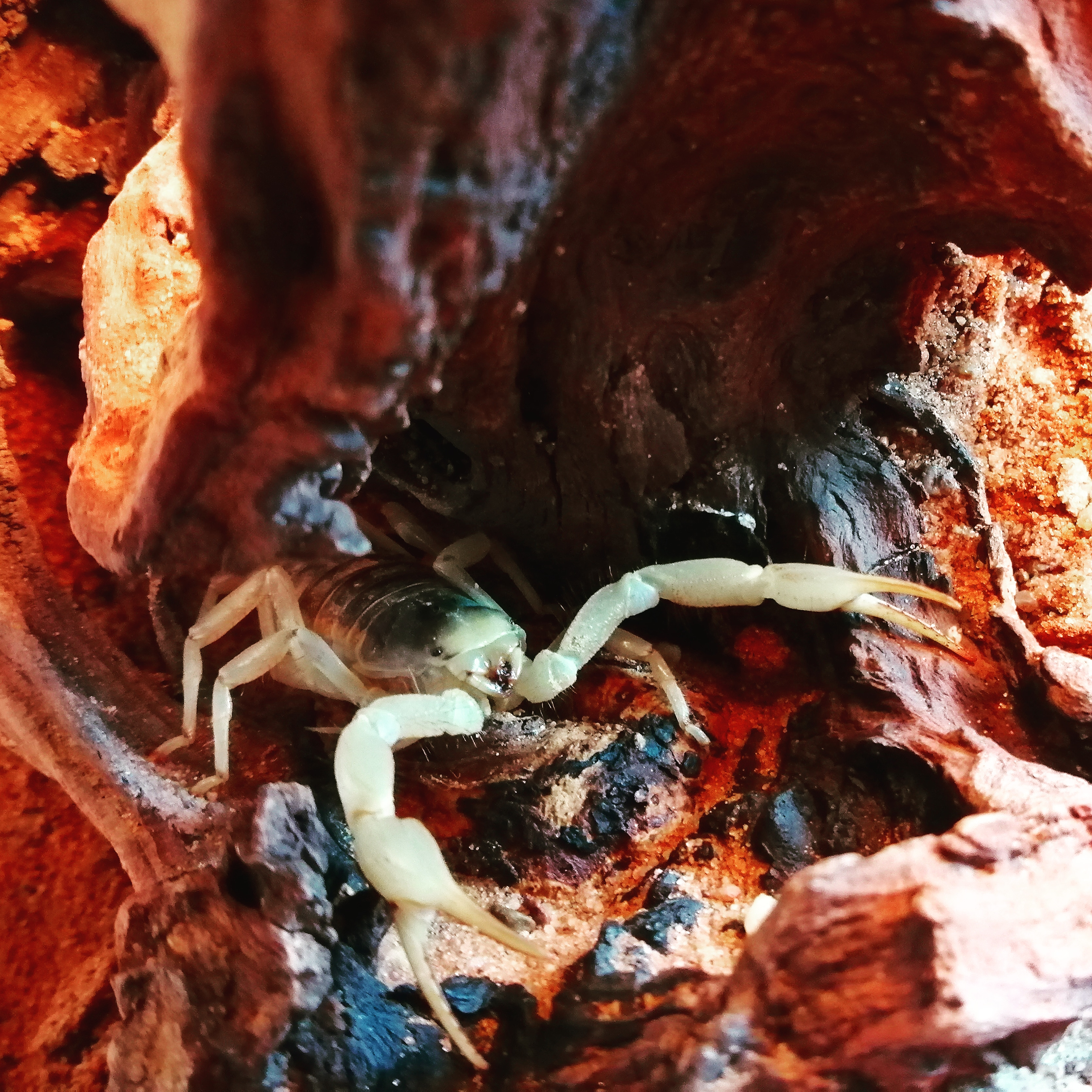
Haariger Wüstenskorpion

Der Haarige Wüstenskorpion oder Großer Texas-Skorpion (Hadrurus arizonensis Ewing, 1928) ist insbesondere im Südwesten Nordamerikas (Sonora-Wüste) weit verbreitet. Mit bis zu 15 cm Körperlänge ist er der größte Skorpion in den USA und einer der 8–9 dort lebenden Hadrurus-Arten. Dank dieser Größe ist es ihm möglich, auch andere Skorpione und sogar kleine Eidechsen und Schlangen zu erbeuten. Tasthaare und besondere Sinnesorgane ermöglichen es den Skorpionen, durch potentielle Beute ausgelöste Vibrationen aus einer Entfernung von bis zu 30 cm wahrzunehmen.
Diese Skorpione bevorzugen halbtrockene und trockene Steppen- und Wüstengebiete und verbergen sich am Tag unter Steinen oder in selbstgegrabenen Erdhöhlen. Um möglichst von optimaler Luftfeuchtigkeit umgeben zu sein, variiert die Tiefe ihrer Erdbauten mit dem Grundwasserstand des Bodens. Im Hochsommer graben die Tiere bis zu 2,5 Meter tief.
Auf der etablierten vierstufigen Klassifikation zur Symptomatik von Skorpionstichen werden Stiche von Hadrurus spp. der zweiten Stufe (Stiche mit starker Lokalsymptomatik ohne systemische Giftwirkung) zugeordnet. Entsprechend ist mit starken und langanhaltenden Schmerzen zu rechnen. Als Reaktion des vegetativen Nervensystems auf den Schmerz und mögliche Angstreaktionen kann es ferner zu Übelkeit, Schwindel, Kreislaufkollaps und Hyperventilation kommen. Insgesamt kann die Giftigkeit von Hadrurus arizonensis auf Basis des LD50-Wert von 168–198 mg/kg für Mäuse allerdings als vergleichsweise gering eingeschätzt werden. Eine Referenzgröße bieten hier die Giftigkeit von Androctonus australis (Stiche mit kardialer und zentralnervöser Symptomatik; lebensgefährlich) mit 0,32–6 mg/kg bzw. der Mojave-Klapperschlange mit 0,24–3 mg/kg. Diese Skorpionart ist immer noch zwei- bis dreifach giftiger als etwa Heterometrus laoticus (LD50-Wert 300–600 mg/kg Maus; Intensität etwa eines Bienen-/ Hornissenstichs).
Die Tiere gelten im Vergleich zu anderen Arten als wenig aggressiv gegenüber dem Menschen.